# IC 3647
IC 3647 је галаксија у сазвјежђу Дјевица која се налази на листи објеката дубоког неба у Индекс каталогу.
Деклинација објекта је + 10° 28' 35" а ректасцензија 12h 40m 53,0s. Привидна величина (магнитуда) објекта IC 3647 износи 13,8 а фотографска магнитуда 14,4. IC 3647 је још познат и под ознакама UGC 7834, MCG 2-32-173, CGCG 70-211, VCC 1857, PGC 42503.